# Parviz Parastui
Parviz Parastui (născută Parviz Parastui la 24 june 1955, Hamedan, Iran) este o actriță iraniană.